# Dworackie
Dworackie (niem. Dworatzken, 1934–1945 Herrendorf) – wieś w Polsce położona w województwie warmińsko-mazurskim, w powiecie oleckim, w gminie Świętajno, nad Jeziorem Dworackim.
W latach 1975–1998 miejscowość administracyjnie należała do województwa suwalskiego.
Wieś czynszowa, założona na dalszych 23,5 włókach około 1554. Sołtys (zasadźca) nabył dwie i pół włóki. Na przełomie XVIII i XIX w. powstała szkoła. W 1934 w ramach akcji germanizacyjnej zmieniono nazwę wsi na Herrendorf. W 1939 wieś liczyła 215 mieszkańców.